# Jardín botánico de la Universidad de Catania

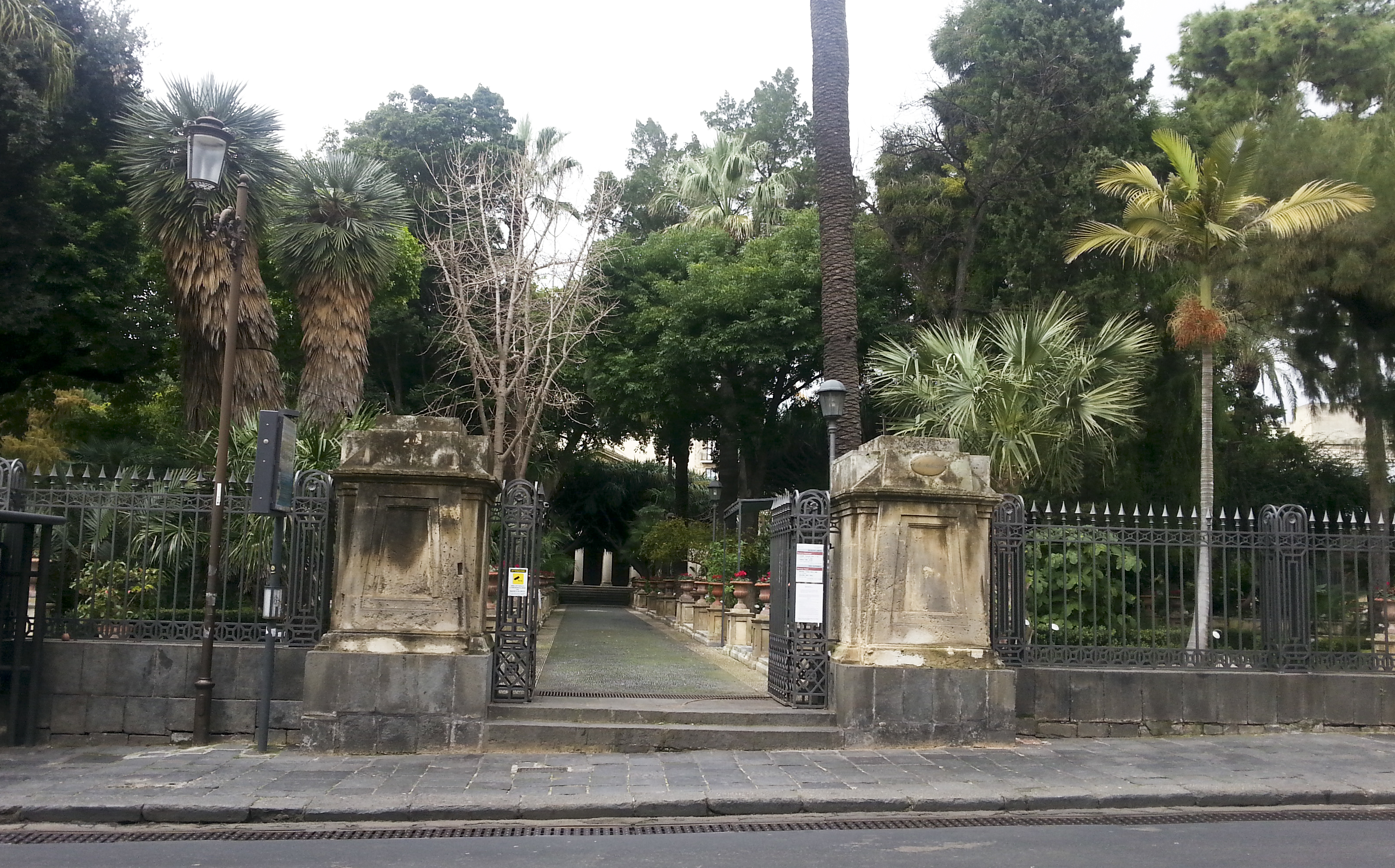
Entrada principal al Jardín botánico de Catania, en la calle Etnea (397)

El Jardín botánico de la Universidad de Catania (en italiano: Orto botanico dell'Università di Catania) es un jardín botánico de unas 16 hectáreas de extensión que depende administrativamente del "Departamento de Botánica" de la Universidad de Catania. Esta institución es miembro del BGCI, siendo su código de identificación internacional CAT.

## Localización
Dipartimento di Botanica, Via Antonino Longo 19, I-95125 Catania, Sicilia, Italia.|
- Teléfono:39 (0)95 430901

## Historia
Est jardín botánico fue creado en el 1858 gracias al monje benedictino Francesco Tornabene .
Los intendentes « Prefetti » que ha tenido el jardín:
| - 1858-1892 Francesco Tornabene - 1892-1900 Pasquale Baccarini - 1900-1901 Giuseppe Lopriore - 1901-1906 Fridiano Cavara - 1906-1923 Luigi Buscalioni - 1923-1925 Giuseppe Grassi-Cristaldi - 1926-1929 Emilio Chiovenda - 1929-1931 Giuseppe Grassi-Cristaldi | - 1931-1940 Roberto Savelli - 1940-1942 Albina Messeri - 1942-1943 Roberto Corti - 1943-1956 Gaetano Rodio - 1956-1959 Valerio Giacomini - 1959-1964 Ruggero Tomaselli - 1964-1966 Renzo Scossiroli - 1966-1972 Fulvio Ranzoli | - 1972-1973 Franco Pedrotti - 1973-1983 Francesco Furnari - 1983-1984 Blasco Scammacca - 1984-1987 Salvatore Brullo - 1987-1997 Francesco Furnari - 1997- .... Pietro Pavone |

## Colecciones
Las colecciones del jardín botánico se encuentran agrupadas en diversas secciones.
El jardín general (l'Orto Generale) de unas 13 hectáreas, en el que podemos admirar sobre todo plantas exóticas procedentes de todo el mundo. En este las plantas se encuentran agrupadas en diversas colecciones:
- Suculentas, con miles de especímenes, la mayoría cultivados al aire libre. La colección fue creada por Tornabene, y en 1963 se acrecentó con 4,000 nuevos especímenes. Actualmente contiene unas 2,000 especies, en su mayor parte Cactaceae, Euphorbiaceae, y Aizoaceae. Siendo de destacar Astrophytum capricorne, Blossfeldia liliputana, Cereus, Kroenleinia grusonii, Leuchtenbergia principis, Lophophora williamsii, Mammillaria herrerae,Mammillaria schiedeana, Mammillaria theresae, Melocactus jansenianus, Roseocactus fissuratus, and Toumeya papyracantha, además de Euphorbia abyssinica, Euphorbia candelabrum, Euphorbia trigona, Euphorbia caerulescens, Euphorbia resinifera, y Caralluma europaea, Crassula brevifolia, Crassula falcata, y Stapelia.
- Palmas con unas 50 especies que en su mayoría y debido a lo benigno del clima se encuentran creciendo al aire libre, Arecastrum, Arykuryroba, Butia, Chamaedorea, Chamaerops, Erithea, Howea, Livistona, Phoenix, Sabal, Trithrinax, Trachycarpus, Washingtonia, etc., con unos notables especímenes de Arecastrum romanzoffianum, Butia eriospatha, Brahea dulcis, Dypsis onilahensis, Jubaea chilensis, Medemia argun, Rhopalostylis sapida, Pritchardia hillebrandii, Sabal acauli, Phoenix canariensis, Phoenix dactylifera, Caryota mitis, Butia eriospatha, Erythea edulis, Wilcoxia viperina, Trithrinax campestris, Trithrinax brasilie, Trithrinax brasiliensis, Wallichia densiflora, Washingtonia filifera, y Washingtonia robusta.
- Especies exóticas, Agathis australis, Agave americana, Ceratozamia mexicana, Eryobotrya japonica, Macrozamia moorei, Morus alba, Prunus armeniaca, Dracaena y Phytolacca.
- Árboles y arbustos, en los que se incluyen Bupleurum fruticosum, Ceratonia siliqua, Chamaerops humilis, Cistus creticus, Dracaena draco, Erica multiflora, Fontanesia phillyraeoides, Myrtus communis, Quercus ilex, Phillyrea angustifolia, Pinus pinea, Pistacia lentiscus, Populus alba, Ulmus canescens, y Vitex agnus-castus.

El jardín de plantas endémicas de Sicilia (l'Orto Siculo) de (3 hectáreas destinado al cultivo de endemismos y especies herbáceas y arbustivas espontáneas sicilianas, con: Abies nebrodensis, Anthemis ismelia, Brassica, Celtis aetnensis, Centaurea tauromenitana, Cremnophyton lanfrancoi, Darniella melitensis, Paleocyanus crassifolius, Salix gussonei, Scilla cupani, Scilla dimartinoi, Scilla sicula, Senecio ambiguus, y Zelkova sicula.